# Changan Ford
Changan Ford es una empresa china de fabricación de automóviles con sede en Chongqing. Es una empresa conjunta 50/50 entre la local Changan Automobile y la estadounidense Ford Motor Company.

## Historia
A finales de 2012, China aprobó la división de la empresa conjunta Changan Ford Mazda al 50% en componentes separados de Ford y Mazda.
En 2013, Changan Ford inauguró una nueva planta de motores en Chongqing con una inversión de 500 millones de dólares.
El 18 de junio de 2014, Changan Ford inauguró su planta de transmisión en Chongqing con una inversión de 350 millones de dólares. Esta es la primera planta de transmisiones de Ford en la región de Asia-Pacífico.
En 2015, Changan Ford adquirió Hafei, una subsidiaria de la empresa matriz de Chongqing Changan, para la producción de vehículos que comenzó en la segunda mitad de 2016.

## Productos

### Actual
- Ford Escort
- Ford Explorer
- Ford Escape
- Ford Focus
- Ford Mondeo
- Ford Taurus
- Ford Edge
- Ford Evos
- Ford Mustang Mach-E
- Lincoln Corsair
- Lincoln Aviator
- Lincoln Nautilus
- Lincoln Zephyr

### Antiguo
- Ford Fiesta
- Ford Mondeo Zhisheng
- Ford S-Max
- Ford Kuga (reemplazado por el Ford Escape)[4]
- Ford EcoSport

## Galería

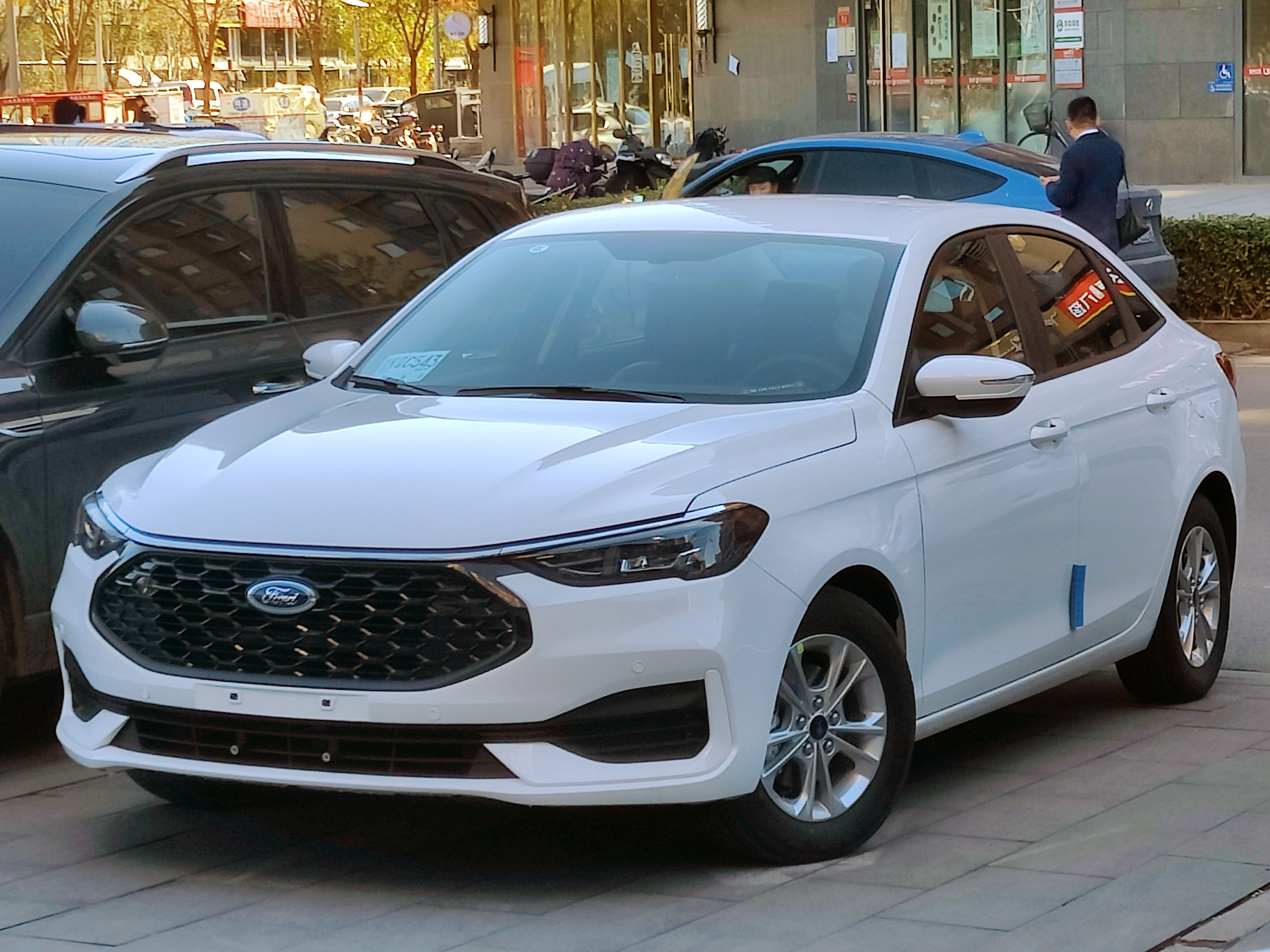
Ford Escort (China)
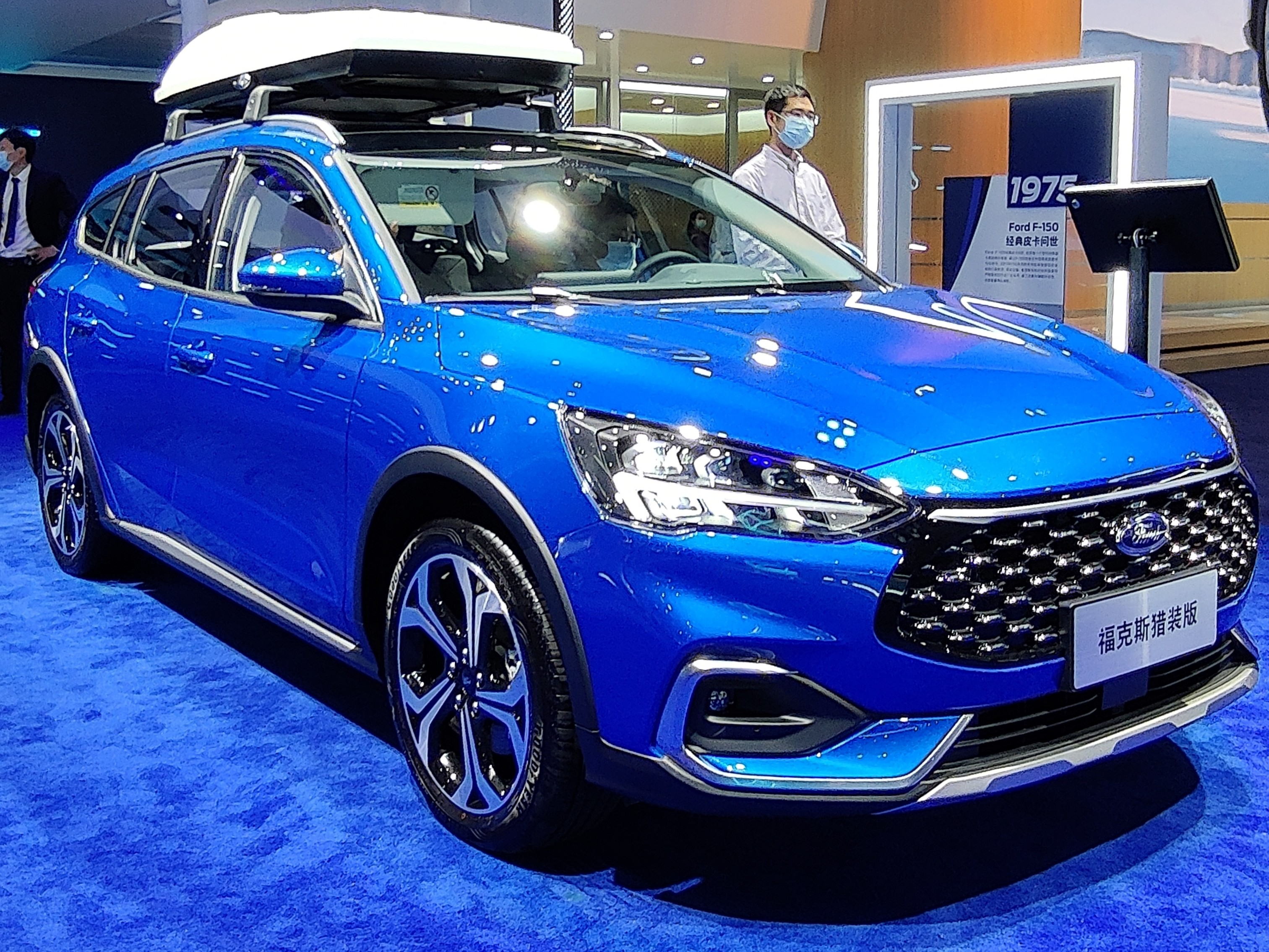
Ford Focus
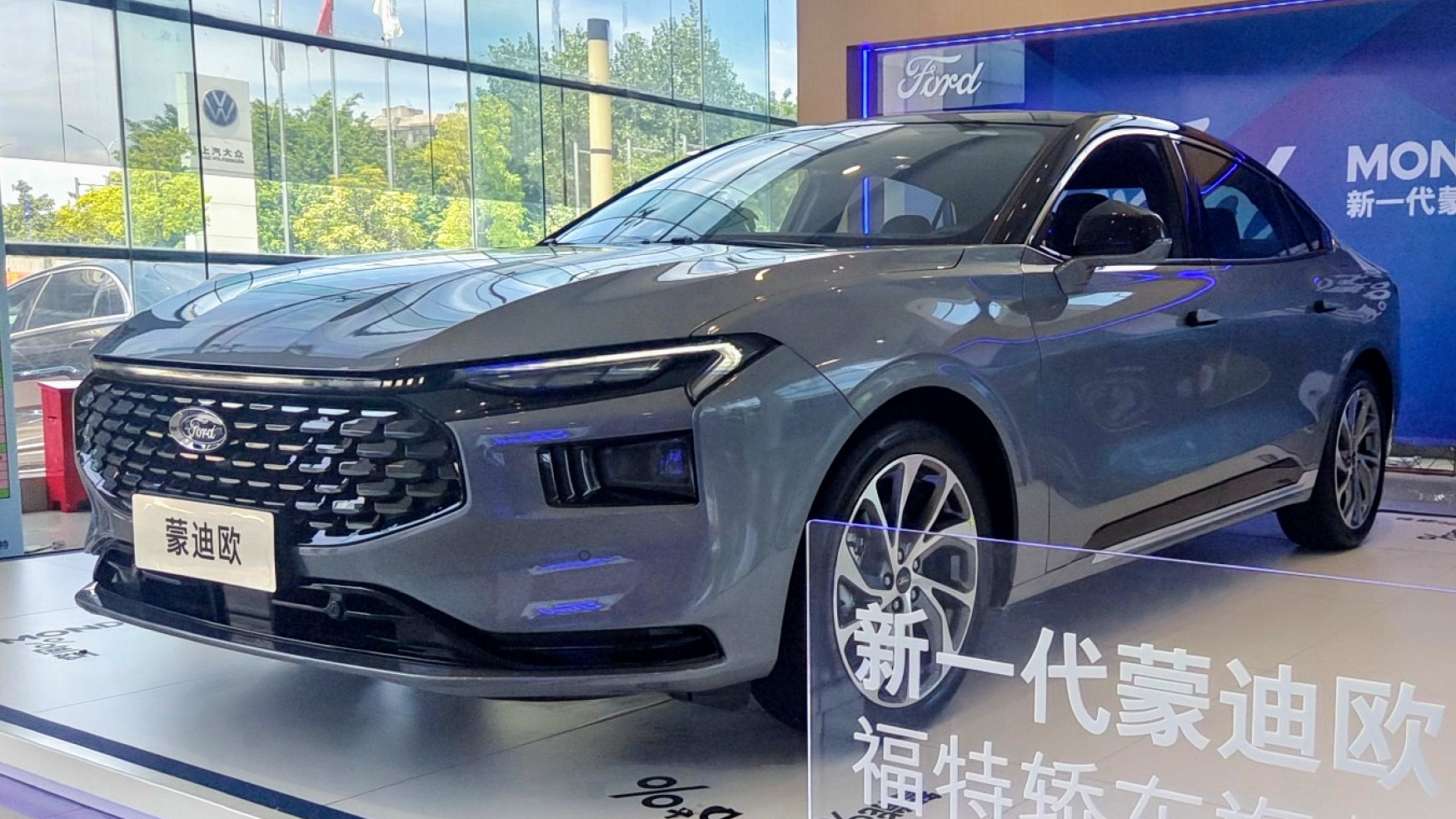
Ford Mondeo/Taurus
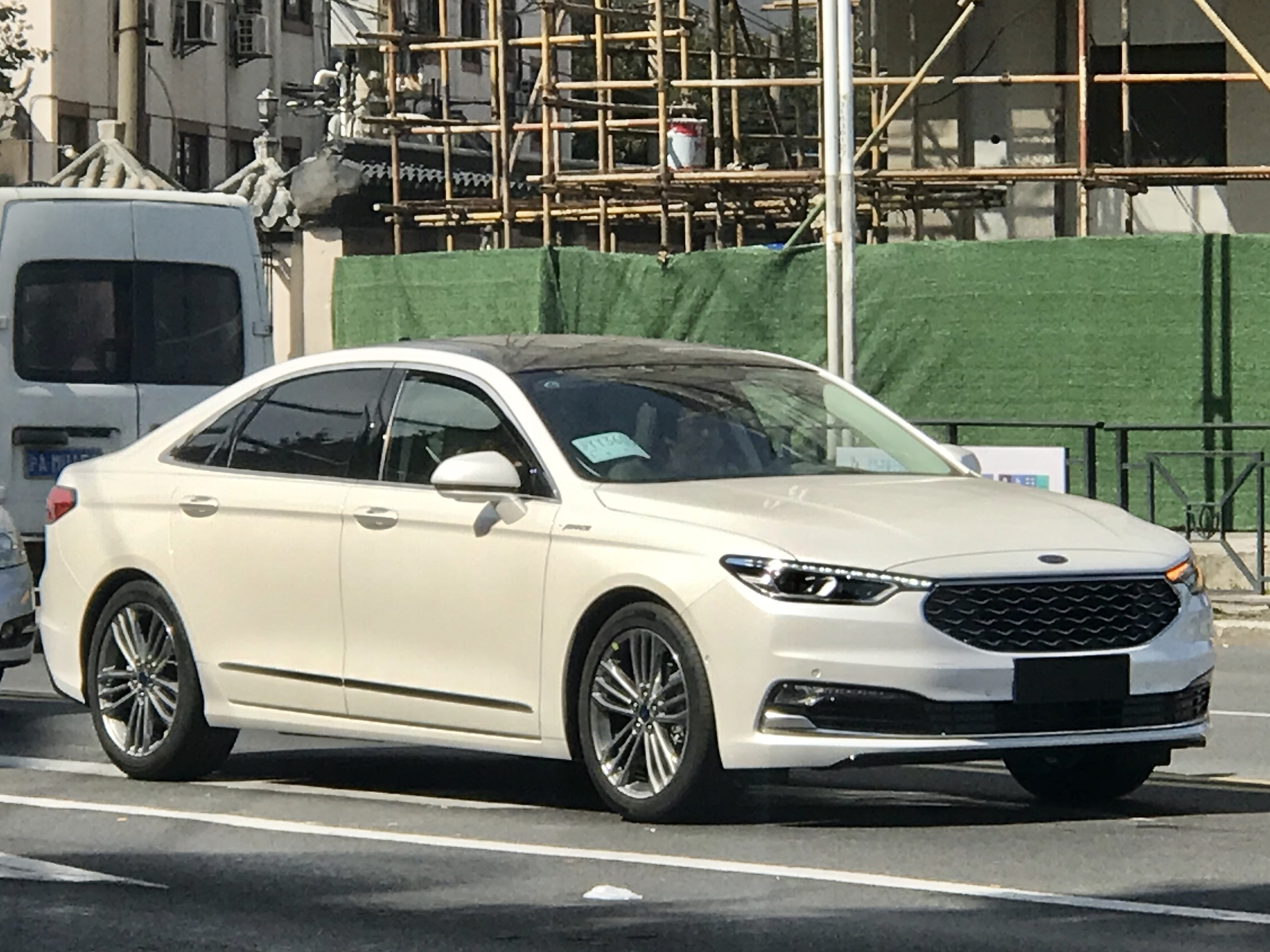
Ford Taurus (China)
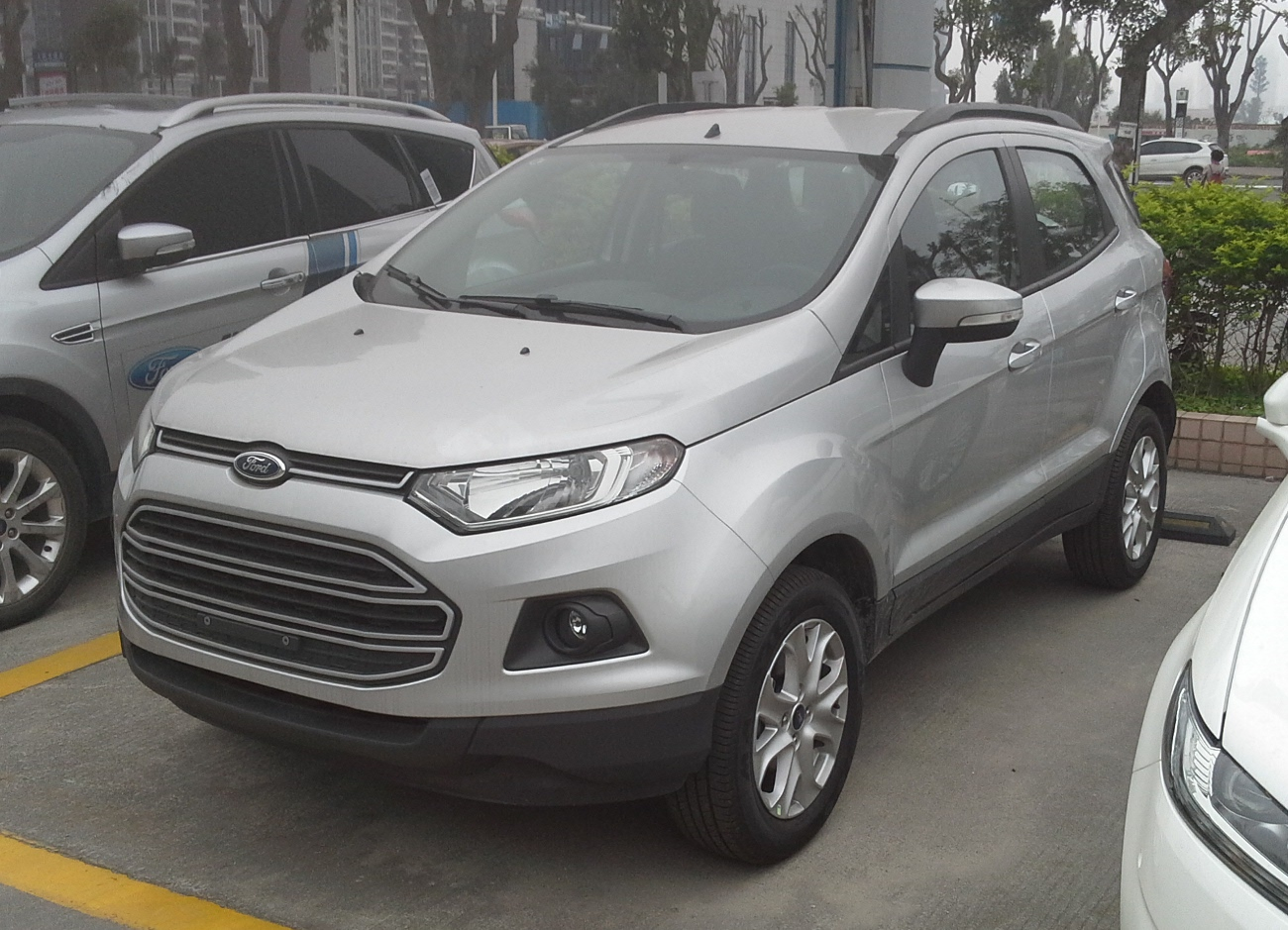
Ford EcoSport
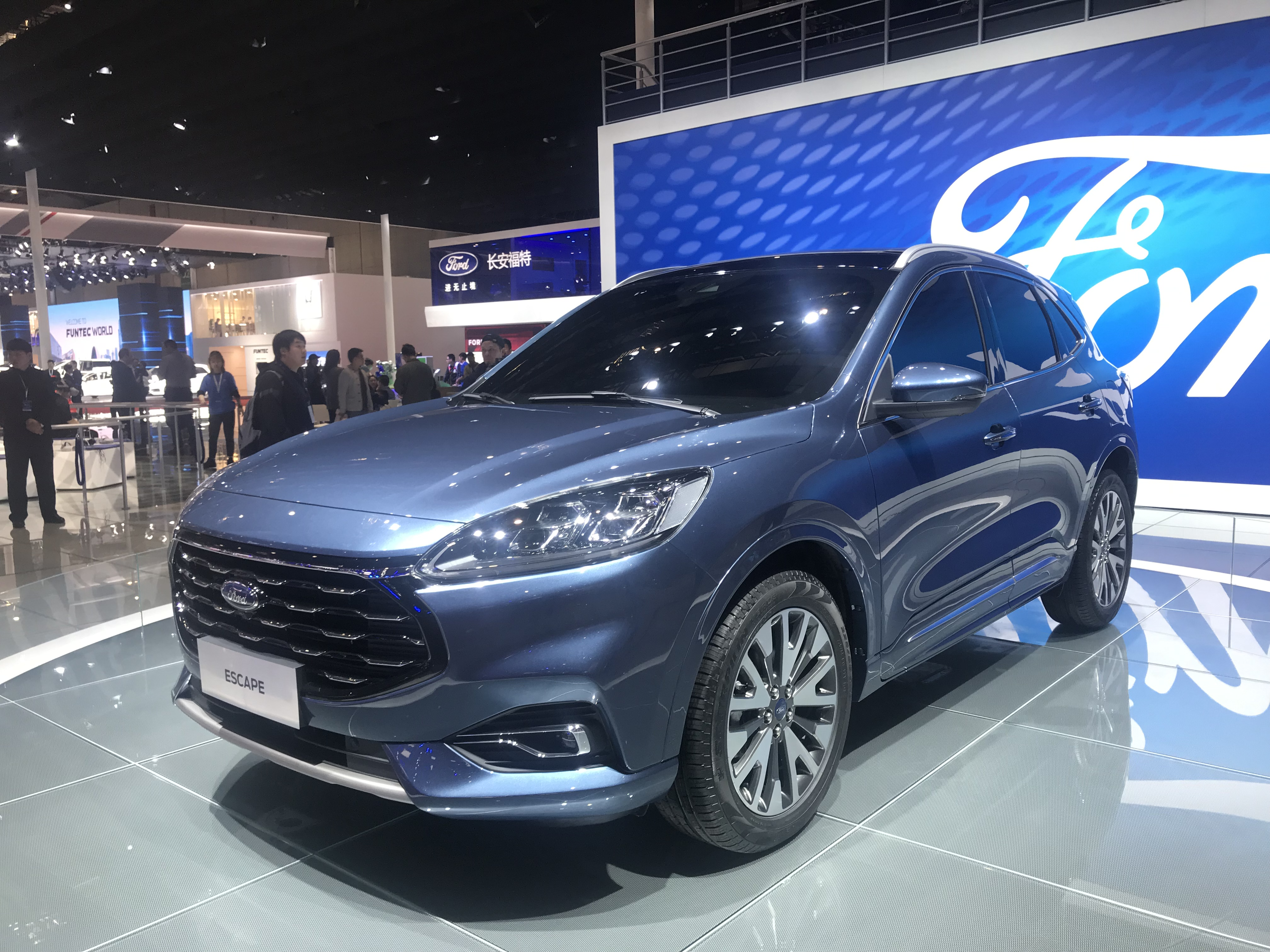
Ford Escape
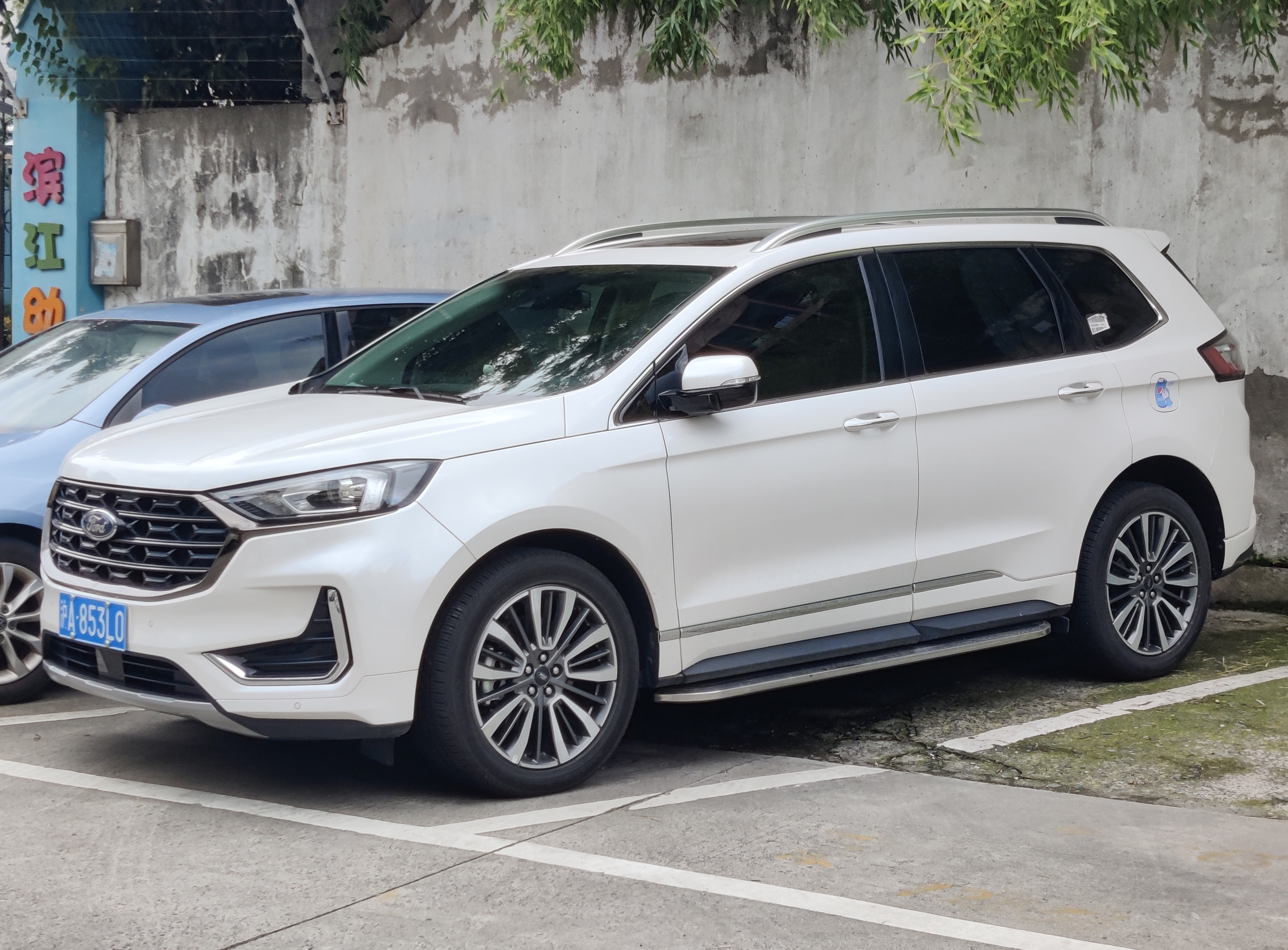
Ford Edge
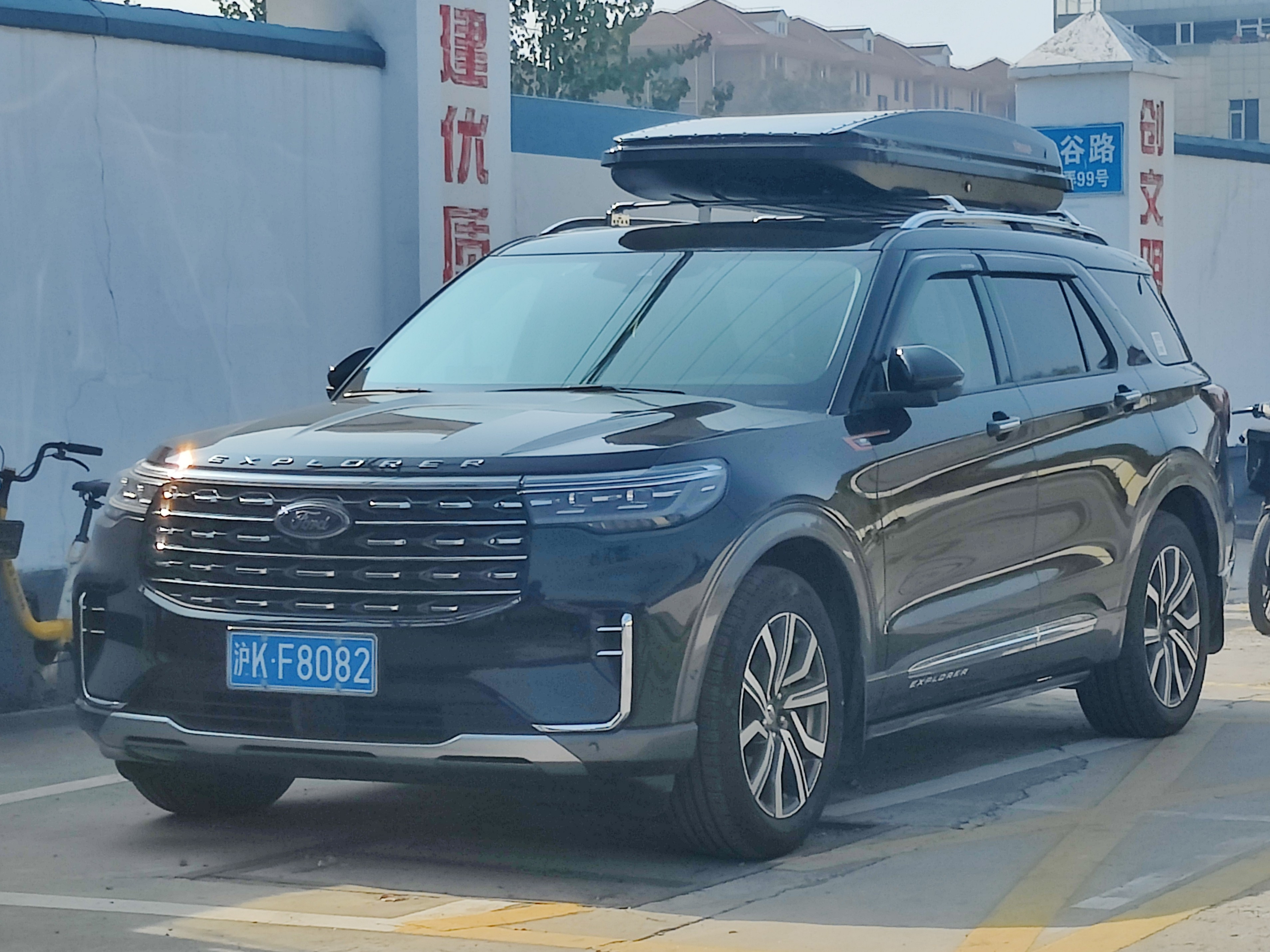
Ford Explorer
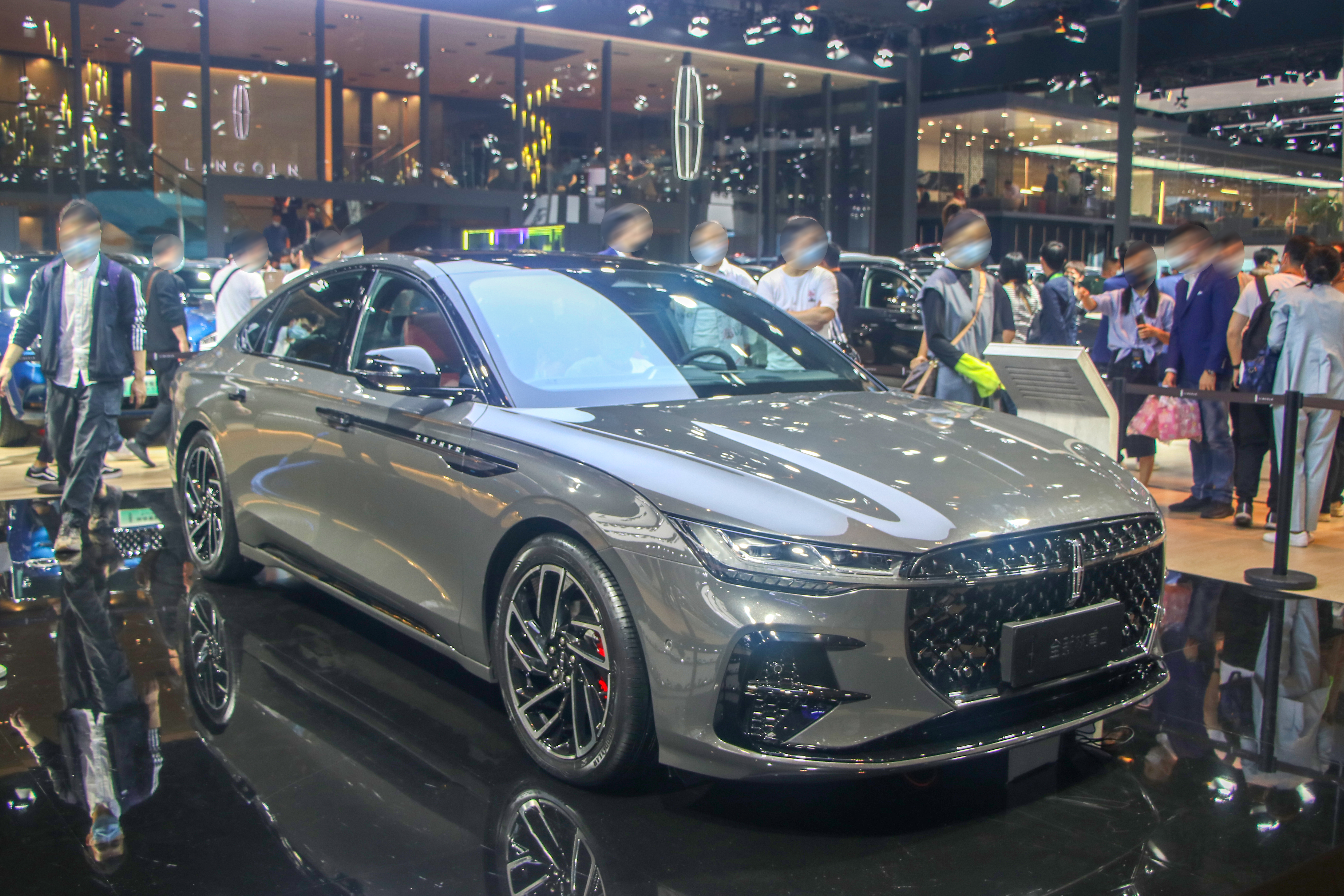
Lincoln Zephyr
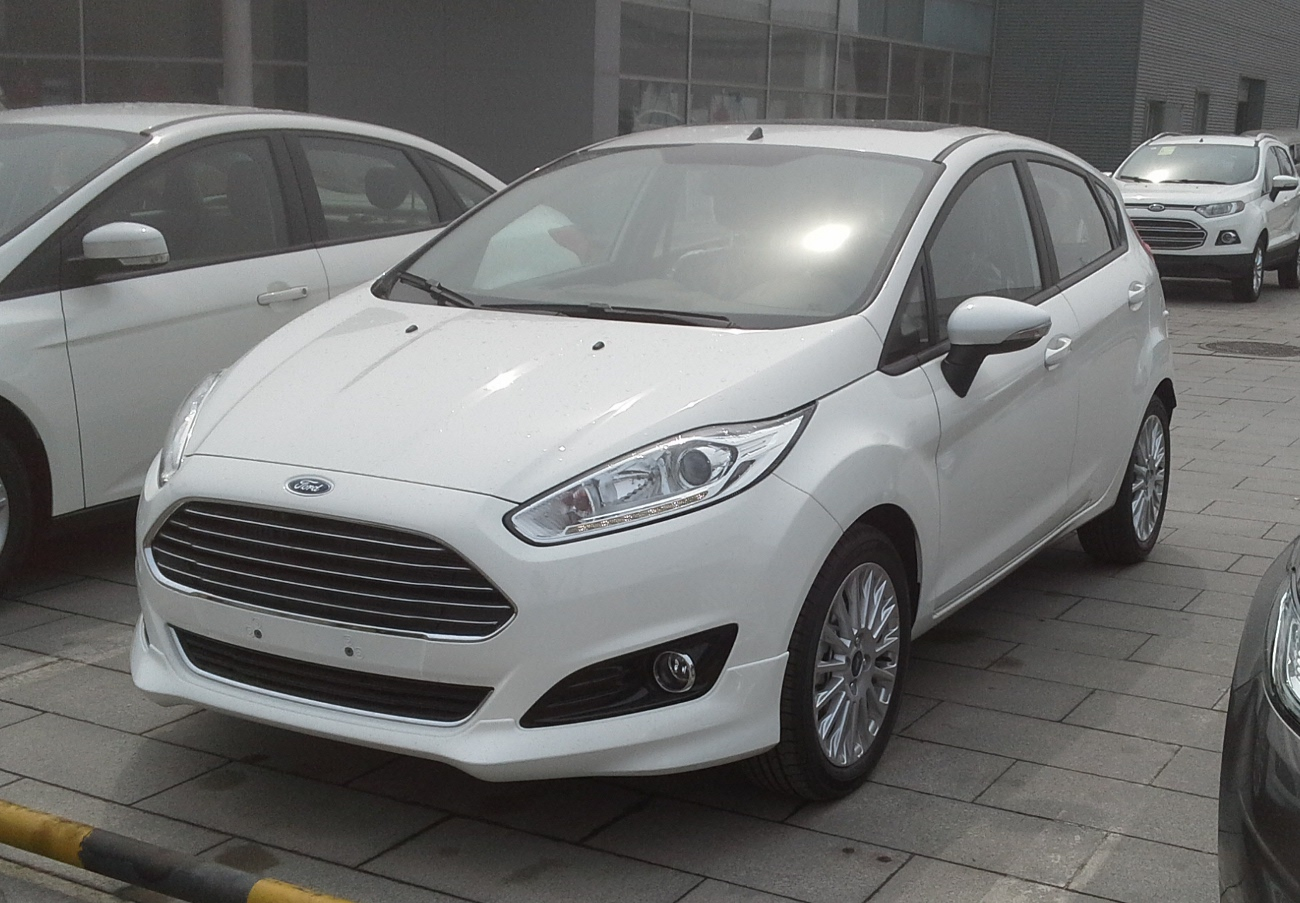
Ford Fiesta (Anterior)
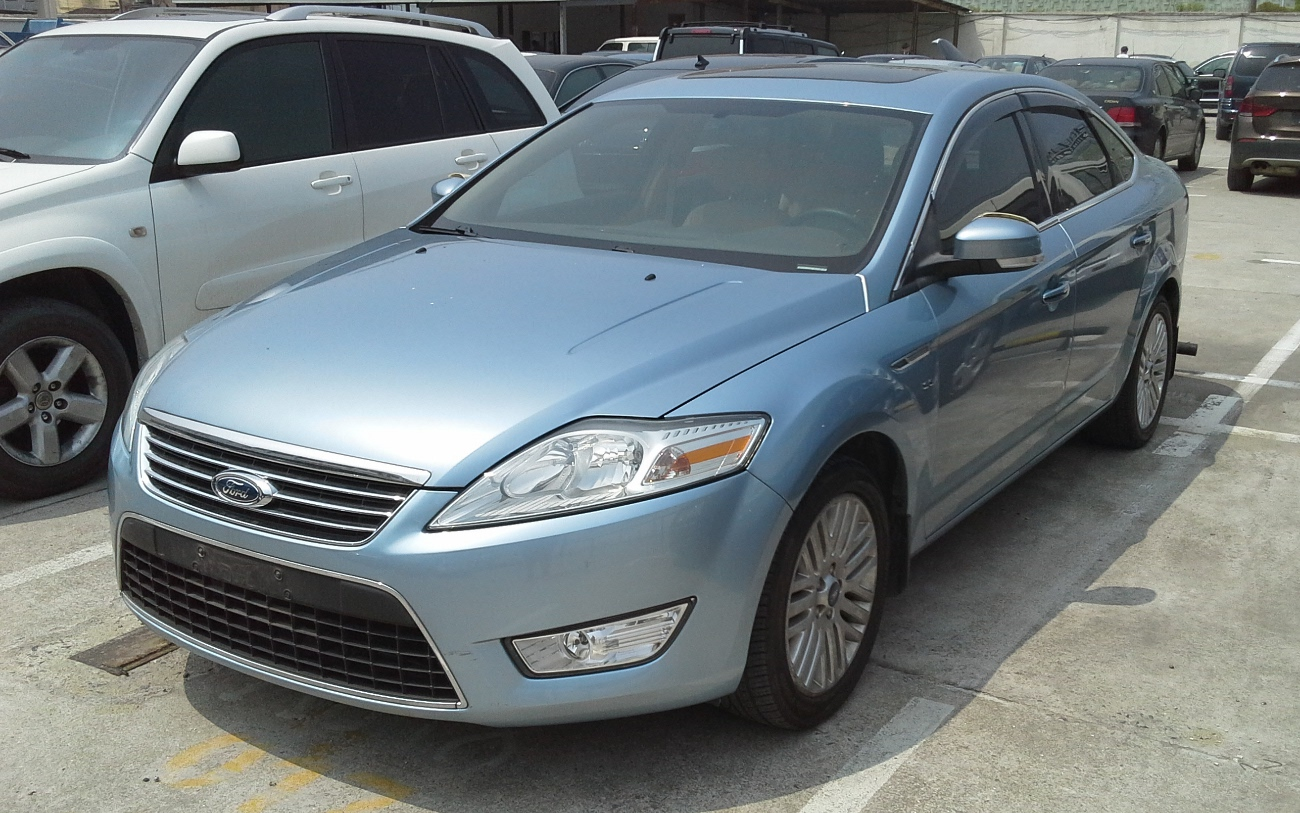
Ford Mondeo Zhisheng (Anterior)
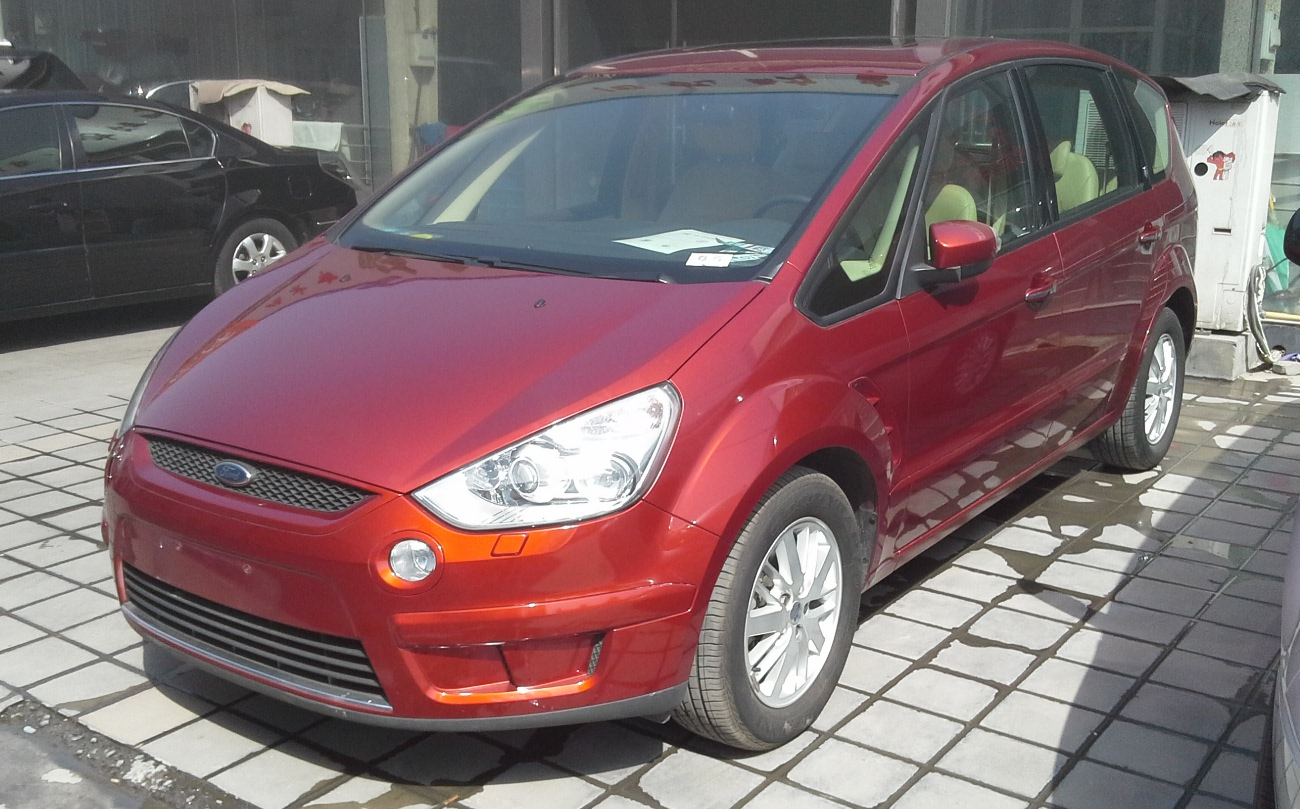
Ford S-Max (Anterior)

## Ventas
| Año del calendario | Ventas totales |
| ------------------ | -------------- |
| 2012               | 418,500        |
| 2013               | 678,950        |
| 2014               | 801,603        |
| 2015               | 836,425        |
| 2016               | 957,495        |
| 2017               | 826,740        |
| 2018               | 417,215        |
| 2019               | 183,987        |
| 2020               | 213,680        |
| 2021               | 304,682        |
| 2022               | 251,000        |